# Jimmy〜アホみたいなホンマの話〜
『Jimmy〜アホみたいなホンマの話〜』（ジミー アホみたいなホンマのはなし、英題：Jimmy: The True Story of a True Idiot）は、2018年7月20日よりNetflixで配信されたドラマ。番組内でのタイトルロゴは『Jimmy』。

## 概要
明石家さんまが芸歴42年目で初めて連続ドラマをプロデュース。芸人・ジミー大西の奇想天外な半世紀、爆笑エピソードの連続をNetflixオリジナル連続ドラマとして映像化する。世界190ヶ国に配信。
監督は『101回目のプロポーズ』などヒットドラマを送り出した光野道夫。ジミー大西の師匠のひとりであるさんま自身の立身出世劇でもあり、また笑いに夢をかけた仲間たちの群集劇となっており、主演はジミーとさんまを演じる中尾明慶と玉山鉄二。
当初は2017年7月に公開予定であったが、さんま役であった小出恵介の無期限活動停止を受けて企画がストップ。その後、玉山鉄二がさんま役に抜擢され撮影、1年をかけ再編集され公開された。玉山はさんま役の第一候補であり2度目のオファーだった。
ドラマのオープニングとエンディングテーマ後にはさんまとジミー大西本人が語りを担当し、ドラマの感想、内容の事実関係、入りきらなかったエピソードを展開する。

## あらすじ
子供の頃から何をやってもアホウと言われ、大失敗ばかりの大西秀明。性格はまっすぐだが要領が悪く、大西は高校卒業後どこにも就職できず吉本興業の進行見習いとして働くも、大失敗。さらに陰茎をひもで階段に縛り付け反省を示し大騒ぎになっていたのだ。これを目撃したのが人気絶頂の芸人・明石家さんま。ひどいイジメを与え、クビにしようとする吉本に対し、さんまは自らの進退をかけ守り、やがて芸人として弟子にする。大西に"ミジメな過去は笑い飛ばせ"と伝え、この強烈な"天然"キャラクターを持った青年を人気芸人に育て上げようと決意する。

## 登場人物

### 吉本興業の芸人たち
大西秀明
演 - 中尾明慶（子供時代：森遥野）
記憶力が悪くなにをやっても失敗ばかりの青年。のちにさんまによりスカウトされ、ジミー大西の芸名を授けられる。自分を救ってくれたさんまはヒーローであり、まるで恋人のように慕う。
明石家さんま
演 - 玉山鉄二
人気急上昇中の芸人。吉本興業所属で東京と大阪を往復する生活を送る。芸に厳しいが兄貴肌。周囲には「若」と呼ばれ、大西の失敗を何度も救う。
村上ショージ
演 - 尾上寛之
吉本興業の芸人。さんまの右腕的存在。得意ネタは一発ギャグ。
Mr.オクレ
演 - 六角慎司
吉本興業の芸人。黒縁メガネで卑屈なキャラクターが持ち味。
間寛平
演 - 間慎太郎
吉本興業の芸人。借金取りに追われている新喜劇の座長。
岡八朗
演 - 有薗芳記
吉本新喜劇の座長の一人。
花紀京
演 - 菊地康二
吉本新喜劇の座長の一人。
笑福亭松之助
演 - 小野了
さんまの師匠で落語家。さんまが尊敬する人物の一人。
ぼんちおさむ
演 - 北上史欧
大西の最初の師匠。さんまの紹介を受け大西を弟子として付き人にする。
雄二
演 - 板倉チヒロ
ぼんちおさむの弟子。大西にとって兄弟子にあたる。
芸人A
演 - 木村拓哉（友情出演）
落ち武者の格好で楽屋に現れる芸人。
片山理子
演 - 徳永えり
吉本新喜劇のアイドル女優。
前田政二
演 - 松島庄汰
吉本興業の芸人。ショージ、オクレと貧乏トリオを組む。
島田紳助
演 - 金井勇太
吉本興業の芸人。ジミー大西に絵を描かせる企画を出す。

### 吉本興業のスタッフたち
お茶子のおばさん
演 - 濱田マリ
劇場なんば花月の世話役。
日比谷
演 - 中村靖日
吉本興業社員。さんまの現場マネージャー。通称：ひびやん。
とっさん
演 - 宇野祥平
さんまの運転手。芸人ではないが大西らのよき理解者。貧乏。
宇田川
演 - 中村育二
吉本興業芸能部部長。阪神タイガースファン。失敗ばかりの大西を軽蔑、敵視している。
高宮京子
演 - 木南晴夏
吉本興業新入社員。仕事が増え始めたジミー大西の単独マネージャーに抜擢。真面目な人物だが、エッチなことを考える大西との関係性に悩む。

### さんまの周囲の人物
神尾
演 - 山崎銀之丞
東京テレビのプロデューサー。カーディガンを肩にかけ、かなり軽い性格。
大竹しのぶ
演 - 池脇千鶴
さんまと共演する女優。のちにさんまと結婚。さんまを「ボス」と呼ぶ。
いまる
演 - 尻引結馨
さんまとしのぶの愛娘。
三宅恵介
演 - 佐藤浩市
フジテレビプロデューサー。さんまの出演する人気番組をてがける。

### その他関係者
みさえ
演 - かでなれおん
ぼんちおさむの妻。巨乳。
占い師
演 - 楊原京子
ジミー大西を誘惑する占い師。ジミーは色仕掛けに負け、大金を入れ込んでしまう。実際は新興宗教の女性幹部であった人物だとエピローグで明かされている。
喫茶店のマスター
演 - 八十田勇一
喫茶店の店主。さんまたちグループが打ち合わせや相談事で入り浸り、様々な機会に遭遇する。
麻美
演 - 柳ゆり菜
若き日のさんまの恋人。巨乳。
美里
演 - 桜井ユキ
トレンディ女優。さんまと交際していた際、バッグに入り自宅に潜入した。
監督
演 - 生瀬勝久
近商大堺高校野球部監督。大西の吉本興業入りに尽力した。
定食屋のおかみ
演 - 手塚理美
ジミー大西が恋い焦がれる女性と入った定食屋のおかみ。
医師
演 - 温水洋一
ジミー大西が担ぎ込まれた病院の医師。

## 配信リスト
| 放送回 | 配信日         | タイトル | おもなエピソード                                         | 配信時間 |
| ------ | -------------- | -------- | -------------------------------------------------------- | -------- |
| #1     | 2018年 7月20日 | 第1話    | 吉本興業に出入りするようになるが…                        | 55分     |
| #2     | 7月20日        | 第2話    | 舞台で大失敗した大西は会社からクビを宣告される。         | 40分     |
| #3     | 7月20日        | 第3話    | 大西はさんまに弟子入り志願する。                         | 40分     |
| #4     | 7月20日        | 第4話    | 純粋な大西は色仕掛けに会いトラブルを起こす。             | 41分     |
| #5     | 7月20日        | 第5話    | 芸名をもらい喜ぶジミー。さんまにも運命の出会いが起きる。 | 42分     |
| #6     | 7月20日        | 第6話    | 「オレたちひょうきん族」とジミー。                       | 39分     |
| #7     | 7月20日        | 第7話    | ジミーに新人マネージャーがつく                           | 43分     |
| #8     | 7月20日        | 第8話    | 島田紳助のオークション番組にジミーは絵を出品する。       | 45分     |
| #9     | 7月20日        | 最終話   | 個展用に絵をかいていたジミーに不幸が起こる。             | 65分     |

## 主題歌
エンディングテーマ「最後の夜汽車」
作詞・作曲：甲斐よしひろ /  歌：MISIA（アリオラジャパン）

## スタッフ
- 企画・プロデュース・解説：明石家さんま
- ナレーション・月の声・解説・挿入画：ジミー大西
- エグゼクティブプロデューサー：大﨑洋、岡本昭彦
- ゼネラルプロデューサー：吉崎恵一、坂本和隆、竹井規道
- 統括プロデューサー：菅賢治、小松純也
- プロデューサー：山地克明、神夏磯秀、飯島章夫、貸川聡子
- 脚本・脚本監修：大岩賞介
- 脚本：山浦雅大、麻倉圭司
- 方言指導：オフィスMORIMOTO
- トークパート演出：小松純也
- 音楽：眞鍋昭大
- 字幕翻訳：チャド・マレーン、マッシュー・アイアドン
- 映像提供：イカロス、パトリア、読売テレビ
- 写真提供：大阪市、日立製作所、ABC、フジテレビ
- スペシャルサンクス：マシ・オカ
- 特別協力：オロナミンC
- 制作プロダクション：共同テレビジョン
- 制作：吉本興業
- 製作：YD CREATION、NETFLIX
- 監督：光野道夫

## 関連商品

### 小説
- Jimmy (文春文庫) 原作：明石家さんま（2017年6月8日、文藝春秋） - 本ドラマ脚本をもとにしたノベライズ本。ドラマ作品が1年延期となったため、内容が先行公開されることとなった。